# Kachna růžovohlavá
Kachna růžovohlavá (Rhodonessa caryophyllacea, též Netta caryophyllacea) je velká kachna patřící do skupiny poláků. Dříve žila v mokřadech Indie, Bangladéše a Myanmaru, vzácně také v Nepálu. Vždy byla považována za vzácnou, v přírodě byla naposledy pozorována v roce 1949, ve stejné době vymizela i ze zajetí. Pozdější „pozorování“ tohoto druhu se ve skutečnosti vztahovala k zrzohlávce rudozobé (Netta rufina). Výsledkem pátrání v Myanmaru v dubnu 2003 až prosinci 2006 bylo jedno možné pozorování (2004) a tři důvěryhodné záznamy od místních rybářů. Následné pátrání na základě těchto údajů (v lednu 2008) nebylo úspěšné.